# Domart-en-Ponthieu
Domart-en-Ponthieu är en kommun i departementet Somme i regionen Hauts-de-France i norra Frankrike. Kommunen ligger i kantonen Domart-en-Ponthieu som tillhör arrondissementet Amiens. År 2022 hade Domart-en-Ponthieu 1 066 invånare.

## Befolkningsutveckling
Antalet invånare i kommunen Domart-en-Ponthieu
| Referens: INSEE |